# Wendelinskirche (Eschenau)

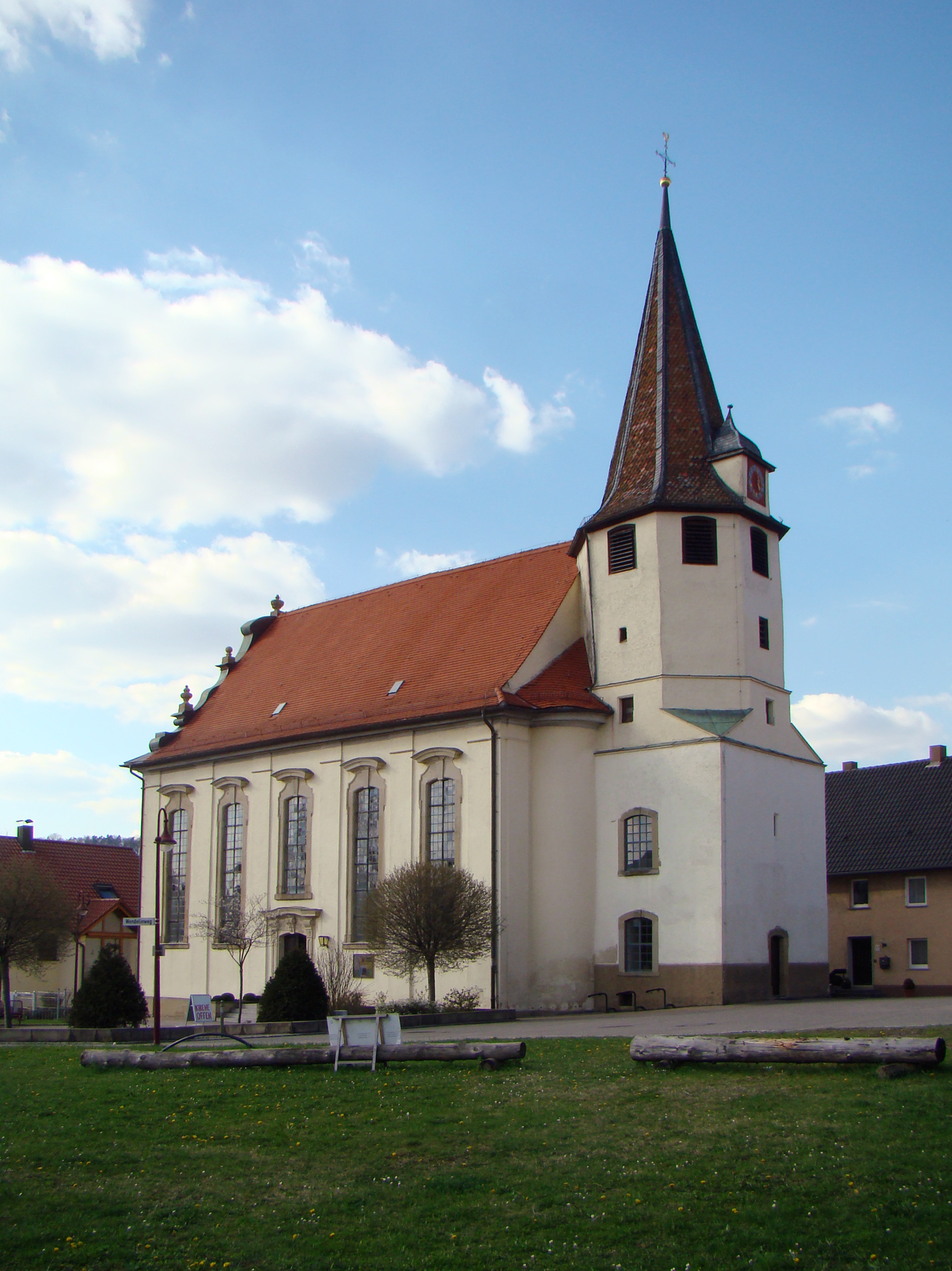
Wendelinskirche in Eschenau

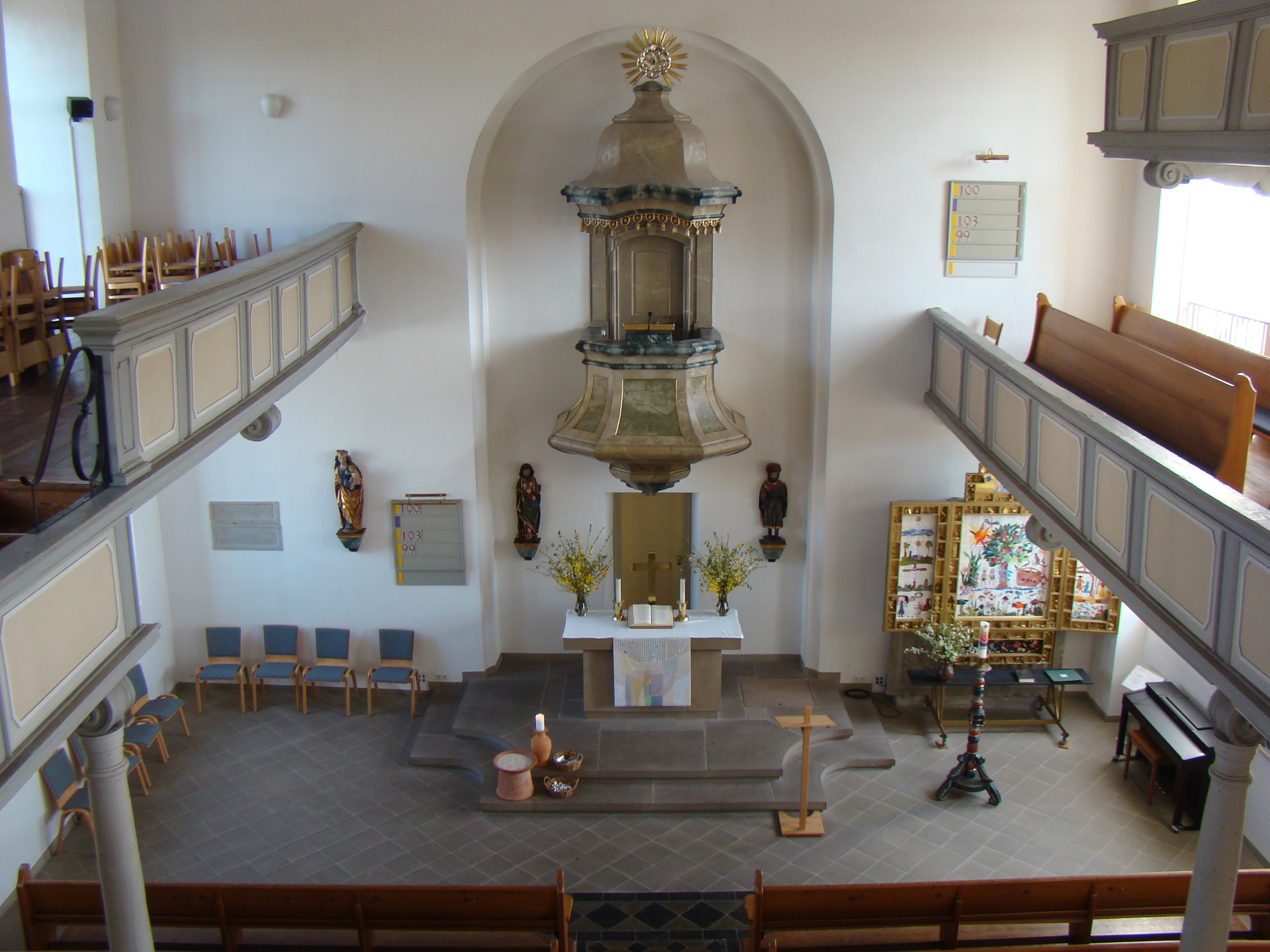
Blick zum Chorbereich

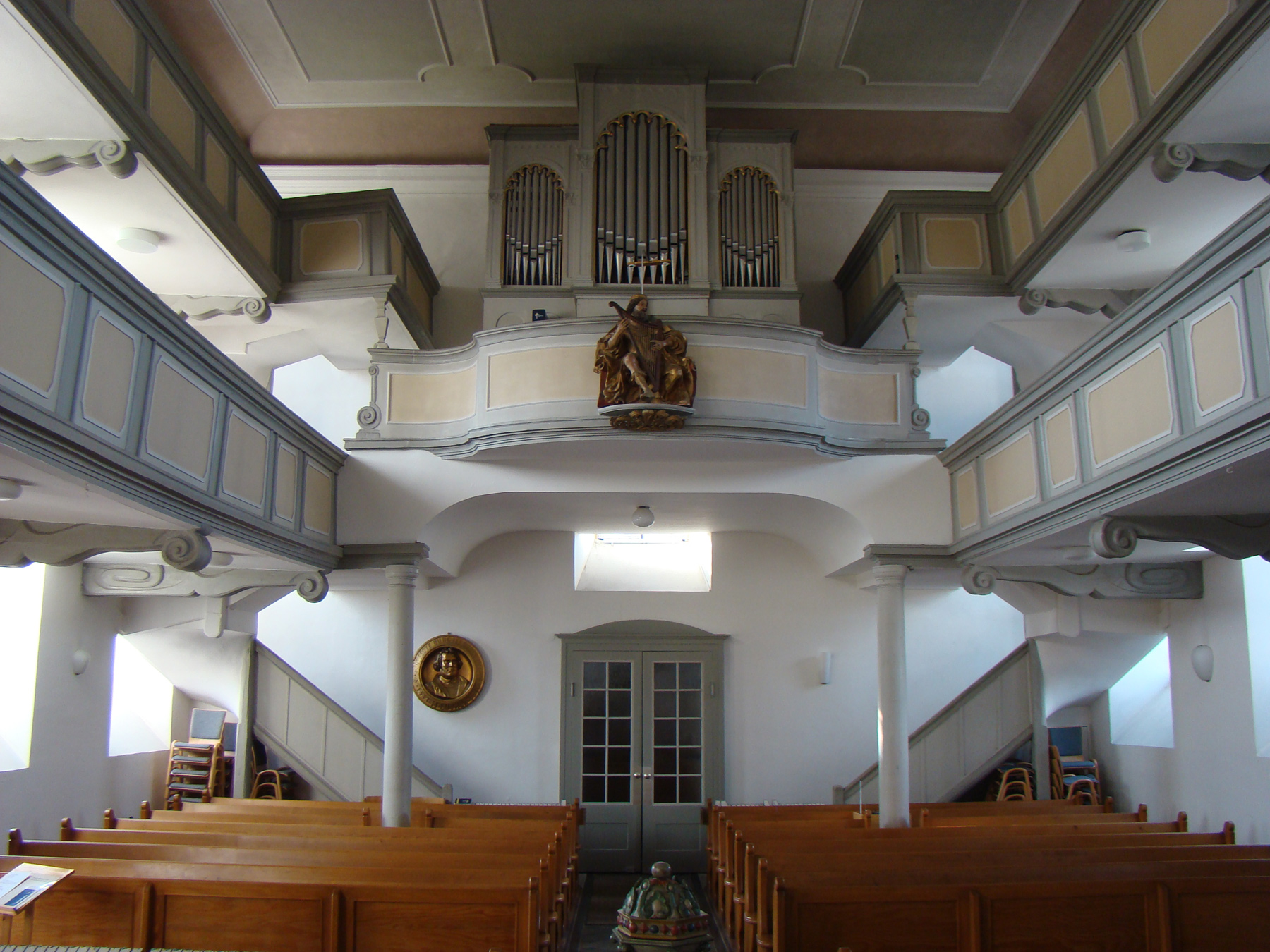
Blick zur Orgelempore

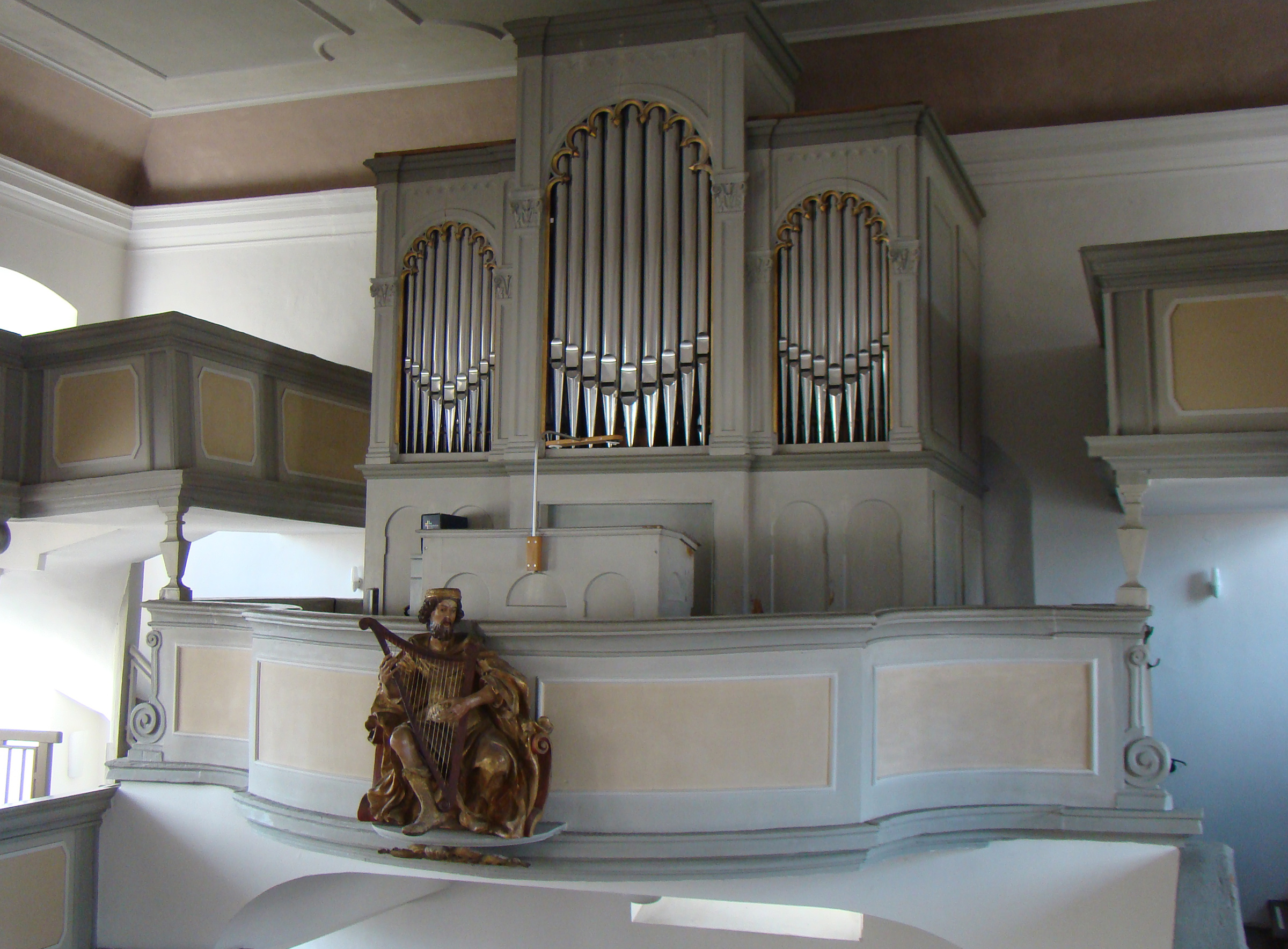
Orgel

Die Wendelinskirche ist die evangelische Pfarrkirche in Eschenau, einem Ortsteil der Gemeinde Obersulm im Landkreis Heilbronn im nördlichen Baden-Württemberg. Sie gehört zur evangelischen Kirchengemeinde Eschenau im Kirchenbezirk Weinsberg-Neuenstadt der Evangelischen Landeskirche in Württemberg. Der im Kern mittelalterliche Kirchenbau mit einem Turmaufbau in Form eines Oktogons erhielt seine heutige Gestalt durch Umbauten im 16. und 18. Jahrhundert. Bis 1573 war Eschenau eine Filiale von Affaltrach.

## Geschichte
Die Kirche geht auf einen bereits im Mittelalter bestehenden Kirchenbau zurück, von dem jedoch nur noch die Ausstattung des 15. Jahrhunderts im Sockelgeschoss des Turmes zeugt. Die Kirche wurde 1591 großteils erneuert. 1756 wurde das Kirchenschiff durch den Baumeister Johann Michael Krauß aus Windsheim, vermutlich nach Plänen von Philippe de la Guêpière, in barockem Stil erneuert. Zwei Grundsteine von 1591 und 1756 sind in die Ostwand der Kirche eingelassen. Außerdem weist die Inschrift im Konsolstein des Westportals auf den Neubau des Kirchenschiffs 1756 und eine Renovierung von 1790 unter der Ortsherrschaft der Freiherren von Killinger hin. Jene Ortsherren haben unter dem Sockelgeschoss des Turms auch eine Gruft einrichten lassen, die jedoch nur für wenige Jahrzehnte in der zweiten Hälfte des 18. Jahrhunderts für Beisetzungen genutzt wurde.
Unter der Leitung von Hannes Mayer wurde die Kirche 1959 renoviert, wobei ihr barocker Bauschmuck größtenteils verlorenging. In jüngerer Zeit wurden die lange Zeit verschlossene Gruft wieder zugänglich gemacht und 2006/08 der Westgiebel der Kirche saniert.

## Ausstattung
Die ältesten Kunstwerke der Kirche sind die Fresken aus der Zeit um 1420 im als Sakristei genutzten Turmsockel.
Aus dem späten 15. Jahrhundert stammen drei farbig gefasste Standfiguren aus Lindenholz: eine Madonna mit Kind sowie die Heiligen Leonhard und Wendelin. Urkundlich belegt ist eine weitere solche Figur des hl. Bartholomäus, über deren Verbleib jedoch nichts bekannt ist. Die Figuren zierten wohl einst den ehemaligen Wendelinsaltar der Kirche. Eine Besonderheit der Figuren ist deren motivische Abhängigkeit. Der Unterkörper der Leonhard-Figur entspricht dem Unterkörper der Madonnenfigur. Das Gesicht von Wendelin entspricht dem Gesicht Leonhards.
Eine ehemals in der Eschenauer Kirche befindliche Hochrelieftafel mit der Legende der hl. Ursula, vermutlich aus dem Schrein eines kleineren Altars um 1500, wurde 1885 an die Stuttgarter Altertümersammlung verkauft und befindet sich heute im Württembergischen Landesmuseum.
An der Ostwand des Langhauses rechts vom Chor befinden sich die Grabplatten von Johann Dietrich von Gemmingen-Fürfeld († 1597) und seiner Ehefrau Dorothea Agatha von Gemmingen-Bürg († 1601). Das Paar hatte seinen Wohnsitz in Eschenau und wurde in der Wendelinskirche beigesetzt.
Das hölzerne Taufbecken von 1706 sowie ein stilistisch übereinstimmender großer Kerzenständer erinnern mit ihrer Farbigkeit und Ornamentik noch an die frühere barocke Ausstattung der Kirche.
Zu den weiteren bemerkenswerten Ausstattungsgegenständen der Kirche gehören eine Plastik des harfespielenden Königs David an der Brüstung der Orgelempore sowie eine große Luther-Plakette am Emporenaufgang. Die Empore selbst ist auf drei Seiten umlaufend und an den Längswänden der Kirche zweistöckig. Auch die Altar-Kerzenleuchter aus Messing sind bemerkenswert. An ihrem Boden ist eingraviert eine Gedenkwidmung an Pfarrer Gustav Beyer, Heilbronn, welcher der Gemeinde Eschenau in schwerer Kriegszeit […] als Pfarrer diente. Gefertigt von Flaschnermeister Friedrich Württemberger 1946. Pfarrer Beyer war am 6. April 1945 vom abrückenden Volkssturm erschossen worden, weil an seinem Haus eine weiße Fahne als Zeichen für die anrückenden Amerikaner hing. Von im Kampfgebiet gesammelten Granathülsen stammt das damals rare Messing für die Leuchter, ein Beispiel für die biblische Verheißung Sie  (Micha 4,3  und Jes 2,4 ).
Die Orgel wurde 1879 von Karl Schäfer erbaut.

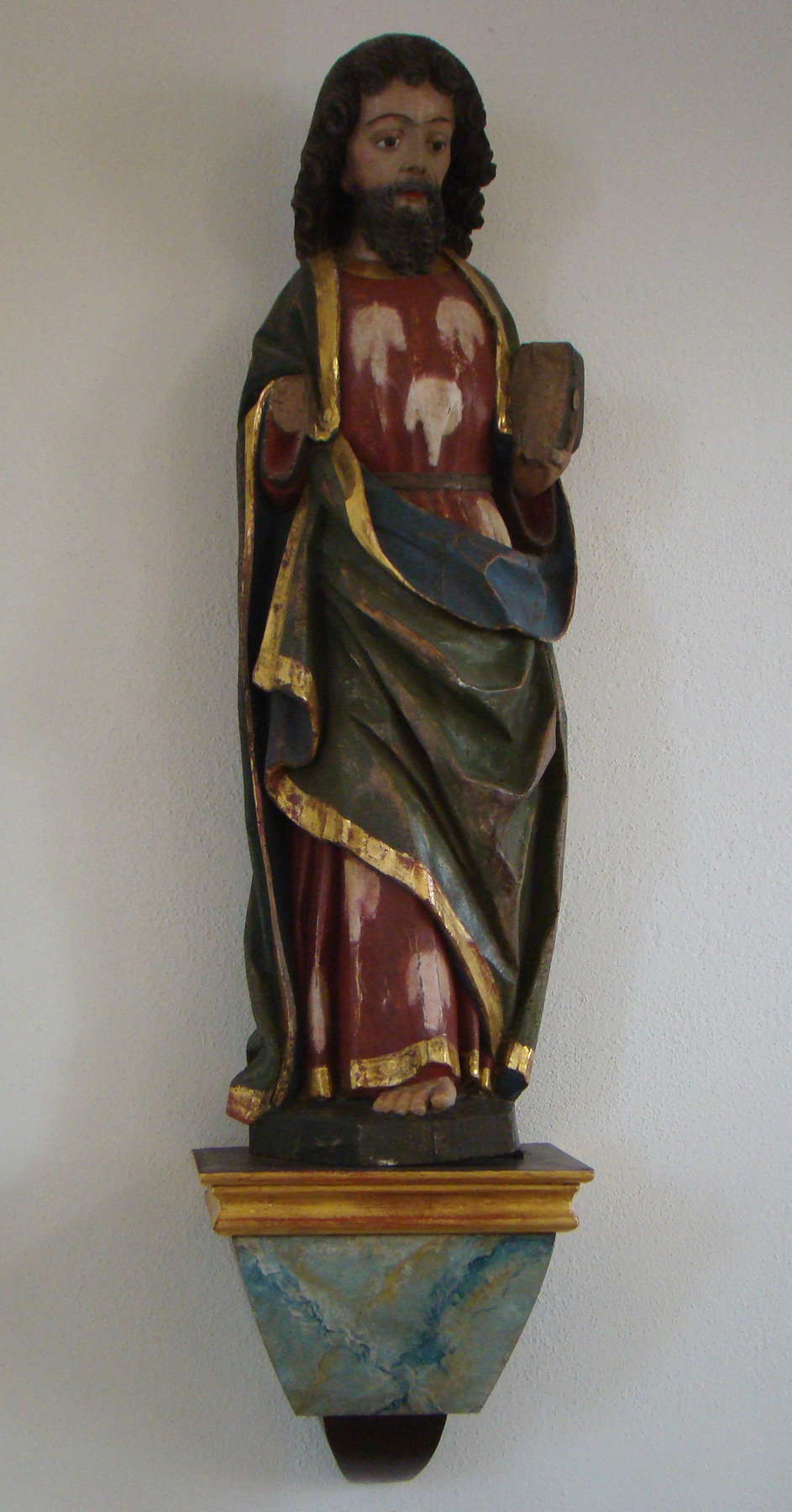
Leonhard
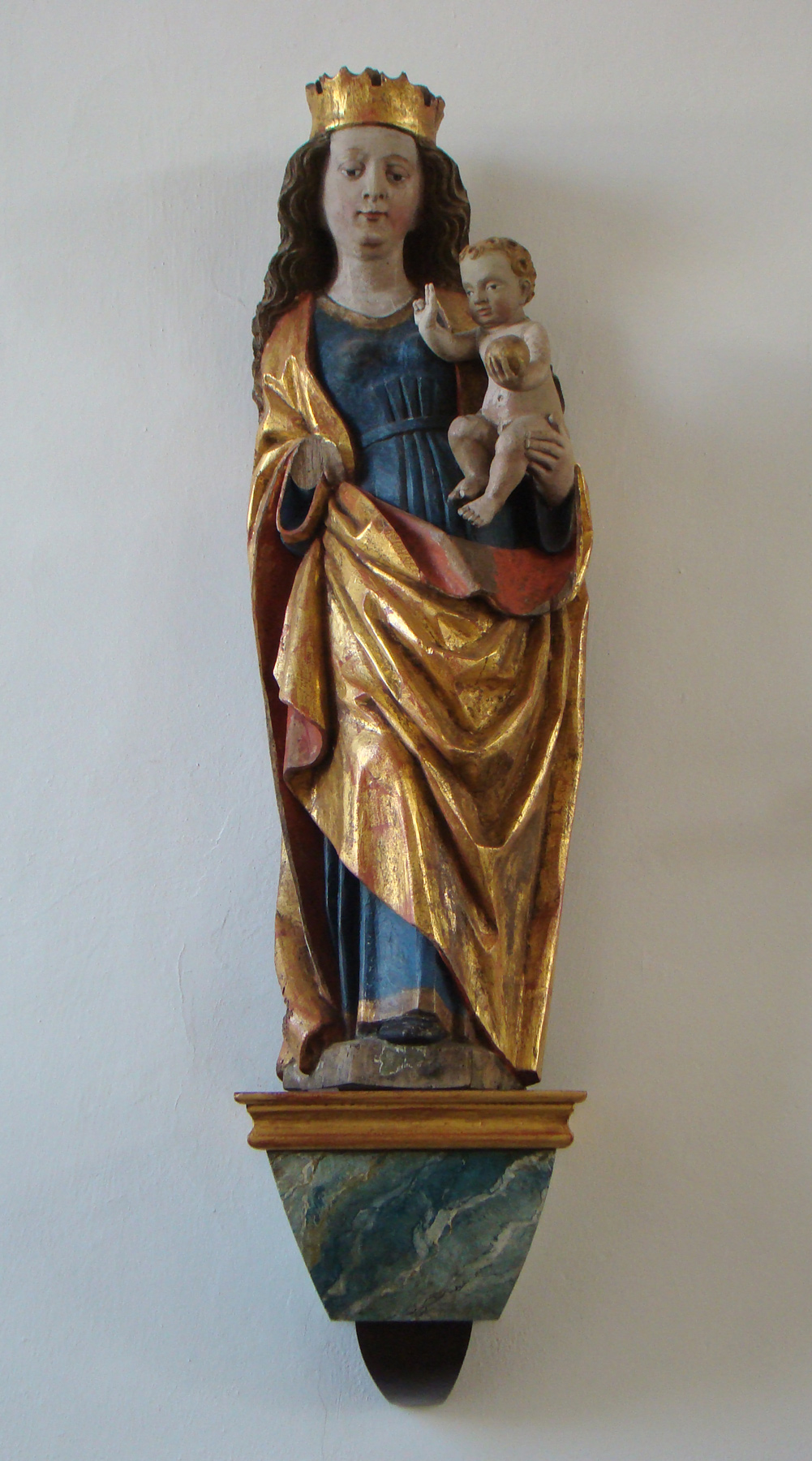
Madonna mit Kind
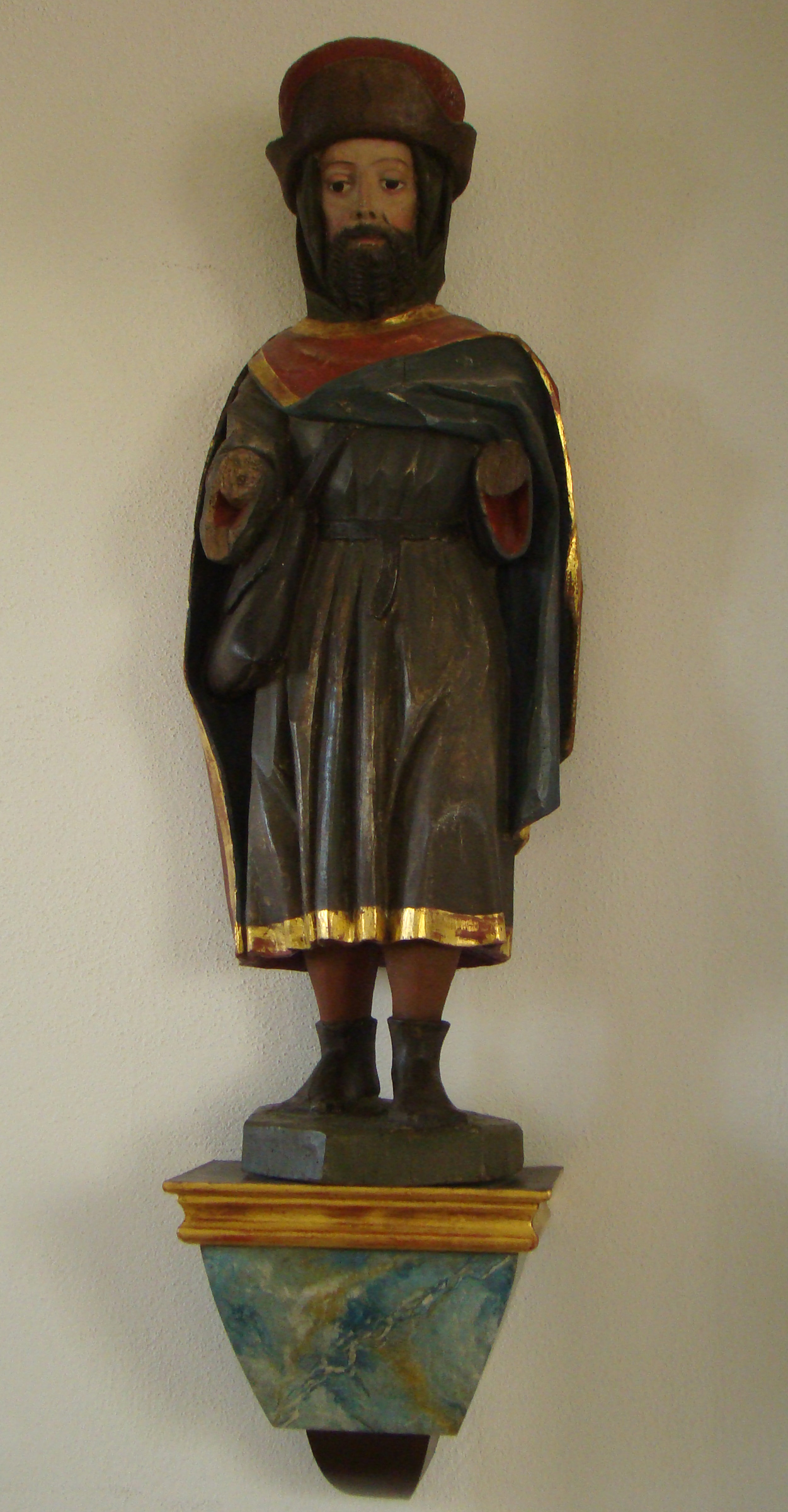
Wendelin
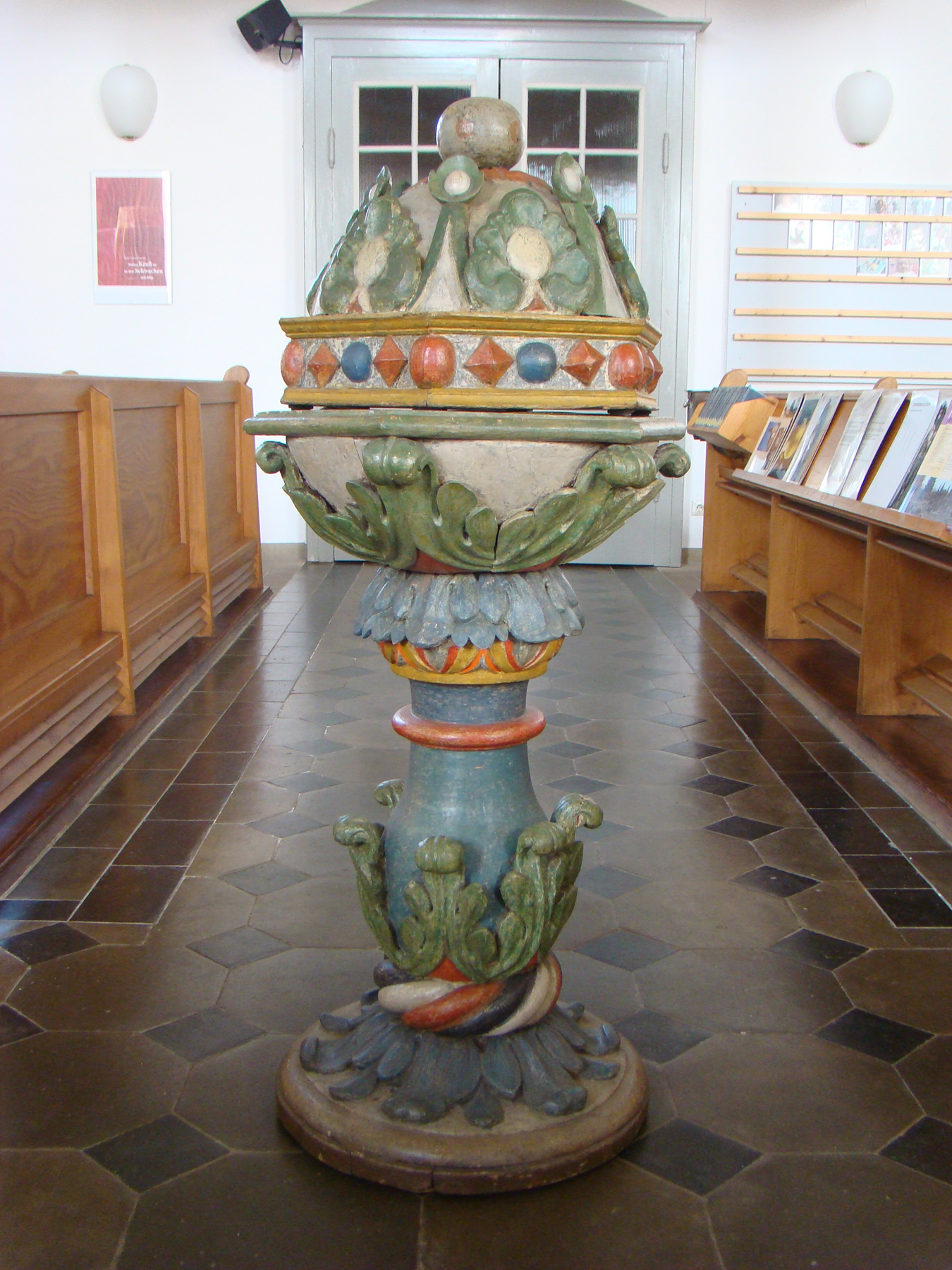
Taufstein um 1700
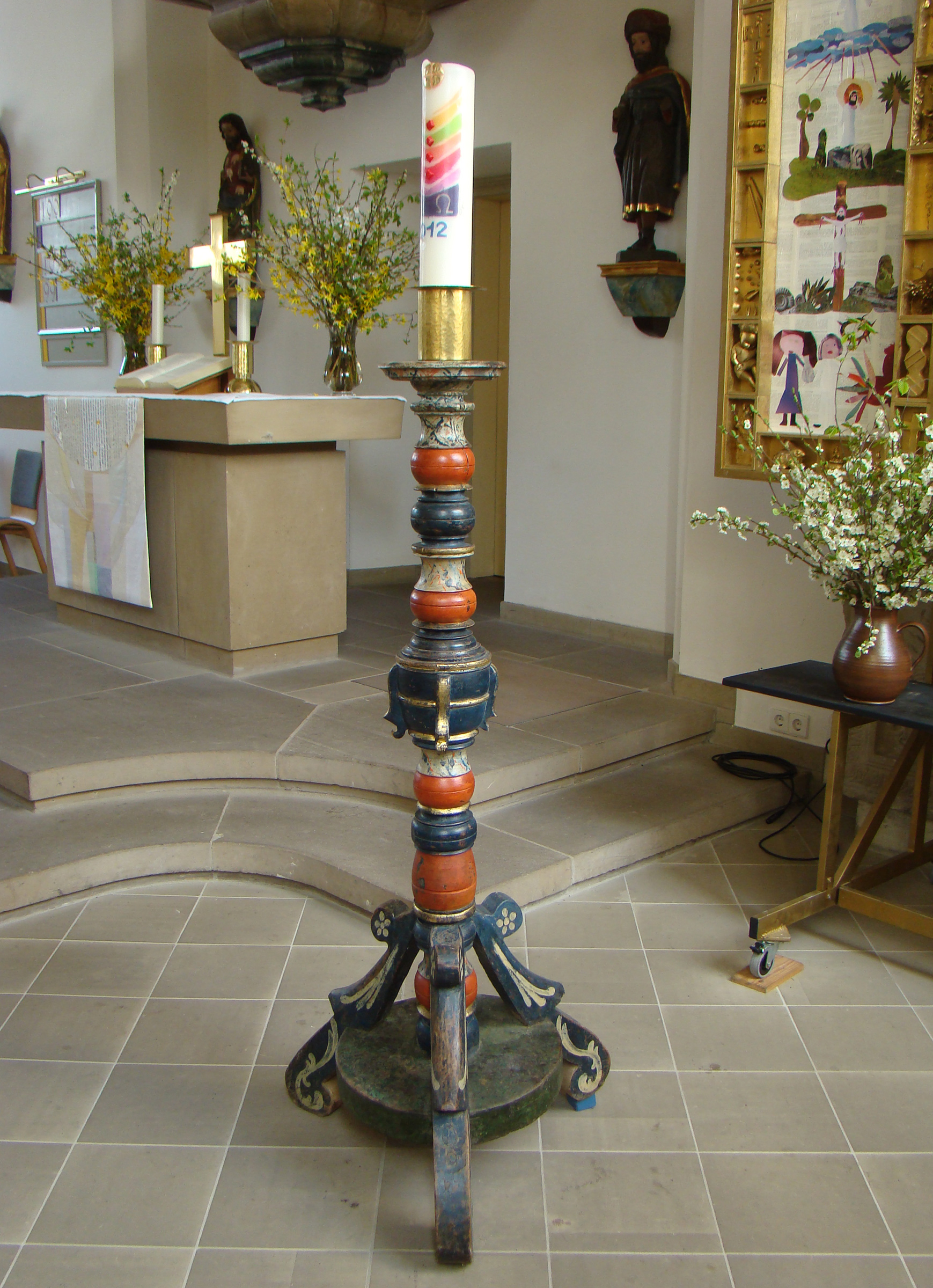
Kerzenständer